# Pedrossian Neto
Pedro Pedrossian Neto (Campo Grande, 25 de abril de 1981) é um economista e político brasileiro filiado ao PSD. Nas eleições de 2022, foi eleito deputado estadual por Mato Grosso do Sul. Seu nome político é Pedrossian Neto.

## Biografia
Formado em Ciências Econômicas pela PUC-SP (Pontifícia Universidade Católica de São Paulo), Pedrossian Neto é mestre em Economia. Filiou-se ao Partido da Social Democracia Brasileira em outubro de 2013.
Na área acadêmica, atuou como professor, também na PUC-SP. Coordenou a Economia Internacional da Federação das Indústrias do Estado de São Paulo (Fiesp) e foi secretário-adjunto na Secretaria de Estado de Desenvolvimento Agrário, da Produção, da Indústria, do Comércio e do Turismo de Mato Grosso do Sul (Seprotur-MS).
Em 2017, assumiu a Secretaria de Finanças e Planejamento de Campo Grande (Sefin), cargo que ocupou até 2 de abril de 2022, quando se desligou da função para concorrer às eleições de 2022.
Desde 2023, é vice-líder do governador Eduardo Riedel (PSDB), na Assembleia Legislativa de Mato Grosso do Sul. Ele compõe a CCJR (Comissão de Constituição, Justiça e Redação Final), principal comissão da Casa de Leis, dentre outros grupos temáticos.
Ele é neto do ex-governador de Mato Grosso do Sul e Mato Grosso, Pedro Pedrossian, e casado com Mariana do Egito Pedrossian, com quem tem dois filhos.